# Bastion du Saint-Esprit
 (novembre 2017).
Si vous disposez d'ouvrages ou d'articles de référence ou si vous connaissez des sites web de qualité traitant du thème abordé ici, merci de compléter l'article en donnant les références utiles à sa vérifiabilité et en les liant à la section « Notes et références ».
Le bastion Saint Esprit est un Bastion située à El Jadida, au Maroc.

## Localisation
Il se trouve sur la Médina dans la Cité Portugaise.

## Histoire
Le bastion est inscrit au titre des monuments historiques en 1998.